# جيمس جونز
جيمس جونز (بالإنجليزية: James Jones)‏ مواليد 4 أكتوبر 1980، هو لاعب كرة سلة أمريكي بدأ مسيرته الاحترافية في سنة 2003 يلعب مع فريق كليفلاند كافالييرز في الرابطة الوطنية لكرة السلة ويحمل الرقم 1. يبلغ طوله 6 قدم 8 بوصة (2.0 م).

## فرق لعب لها
- إنديانا بايسرز
- فينيكس صنز
- بورتلاند ترايل بلايزرز
- ميامي هيت
- كليفلاند كافالييرز

## روابط خارجية
- جيمس جونز على موقع إن بي أي (الإنجليزية)
- جيمس جونز على موقع سبورتس رفرنس (الإنجليزية)
- جيمس جونز على موقع كرة السلة الأوروبية.كوم (الإنجليزية)
- جيمس جونز على موقع كلية كرة السلة في سبورتس رفرنس.كوم (الإنجليزية)
- جيمس جونز على موقع ريلجم (الإنجليزية)
- جيمس جونز على موقع بروبوليرز (الإنجليزية)